# 霍霍萊韋

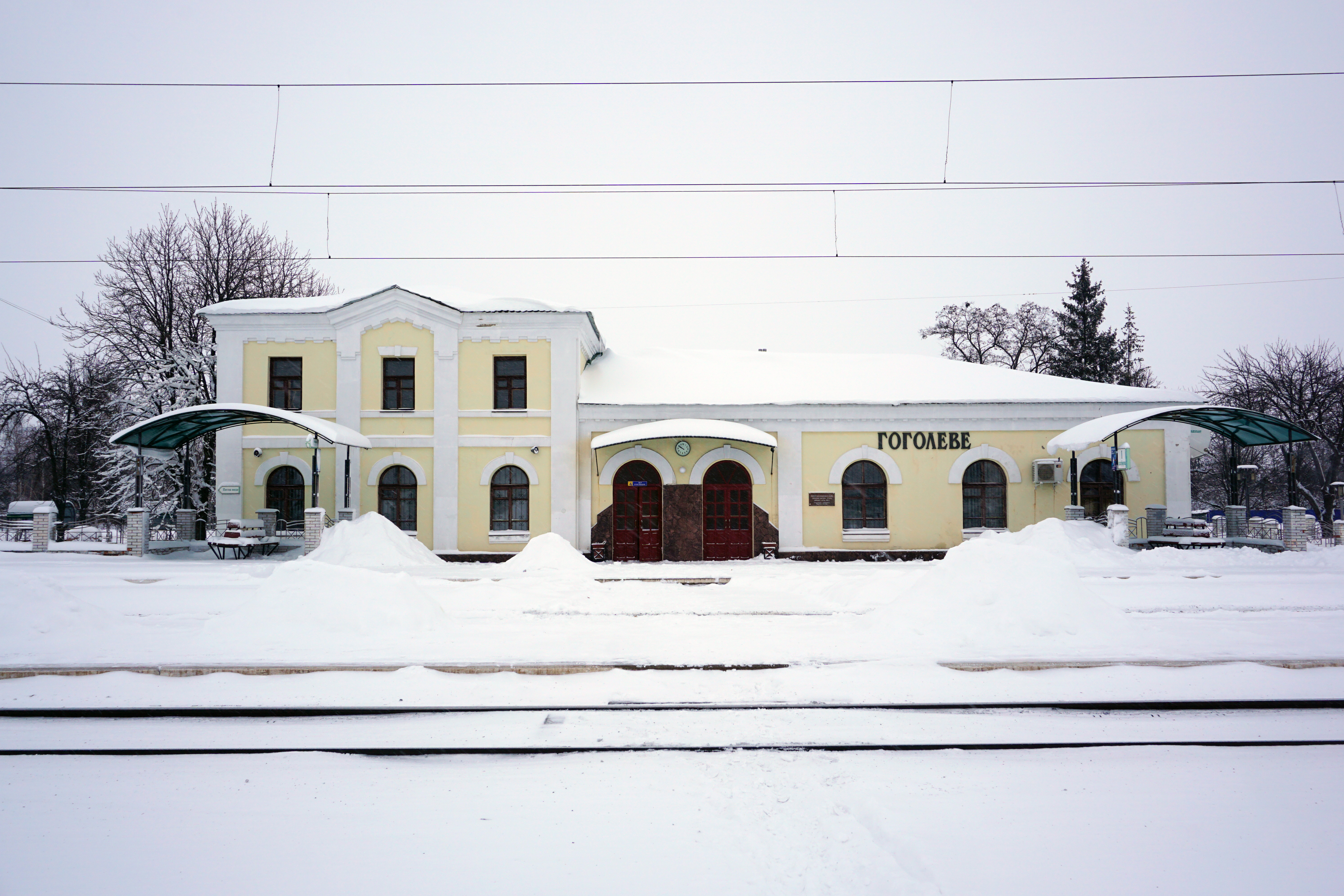
火车站

霍霍萊韋是位於烏克蘭中部的市級鎮，由波爾塔瓦州米爾霍羅德區的霍霍萊韋市鎮負責管轄。該鎮距離大巴哈奇卡19公里，始建於1902年，面積2.27平方公里，2013年人口2,609，人口密度每平方公里1,149.34人。